# Nikto
Nikto(한국어: 닉토)는 웹 서버에서 취약한 파일과 공통 게이트웨이 인터페이스, 오래된 서버 소프트웨어 및 기타 문제를 검사할때 사용하는 자유 소프트웨어 명령줄 취약점 스캐너이다. 일반 검사와 서버 유형별 검사를 수행할 수 있으며 수신된 쿠키를 캡처하고 저장한다. Nikto의 코드 자체는 자유 소프트웨어이지만 프로그램을 구동하는 데 사용되는 데이터 파일은 그렇지 않다.

## 특징
Nikto는 6700개가 넘는 잠재적으로 취약한 파일과 공통 게이트웨이 인터페이스를 탐지하고, 1250개가 넘는 서버의 구 버전을 검사하며, 270개가 넘는 서버의 버전별 문제를 검사할 수 있다. 또한 여러 인덱스 파일 및 HTTP 서버 옵션이 있는지와 같은 서버 구성 항목을 확인하고 설치된 웹 서버 및 소프트웨어를 식별한다. 스캔 항목과 플러그인은 수시로 업데이트되며 자동으로 업데이트될 수 있다.

## 변형
Nikto는 몇 가지 변형이 있으며 그 중 하나가 MacNikto이다. MacNikto는 GPL 조건에 따라 출시된 애플의 Xcode 및 인터페이스 빌더에 내장된 AppleScript GUI 셸 스크립트 래퍼이다. MacNikto와 함께 설치되는 명령줄 버전에서 사용할 수 있는 기능의 하위 집합에 쉽게 액세스할 수 있다.